# Andries Noppert
Andries Noppert, född 7 april 1994 i Heerenveen, är en nederländsk fotbollsmålvakt som spelar för Heerenveen och Nederländernas landslag.

## Klubbkarriär
Den 16 maj 2022 blev Noppert klar för en återkomst i Heerenveen, där han skrev på ett tvåårskontrakt.

## Landslagskarriär
I november 2022 blev Noppert uttagen i Nederländernas trupp till VM 2022. Han debuterade för landslaget den 21 november 2022 i 2–0-vinsten över Senegal i nationens öppningsmatch i VM 2022.